# 贝尔加萨
贝尔加萨，是西班牙拉里奥哈自治区的一个市镇。总面积27.09平方公里，总人口155人（2001年），人口密度6人/平方公里。